# Wasserturm Bochum-Weitmar

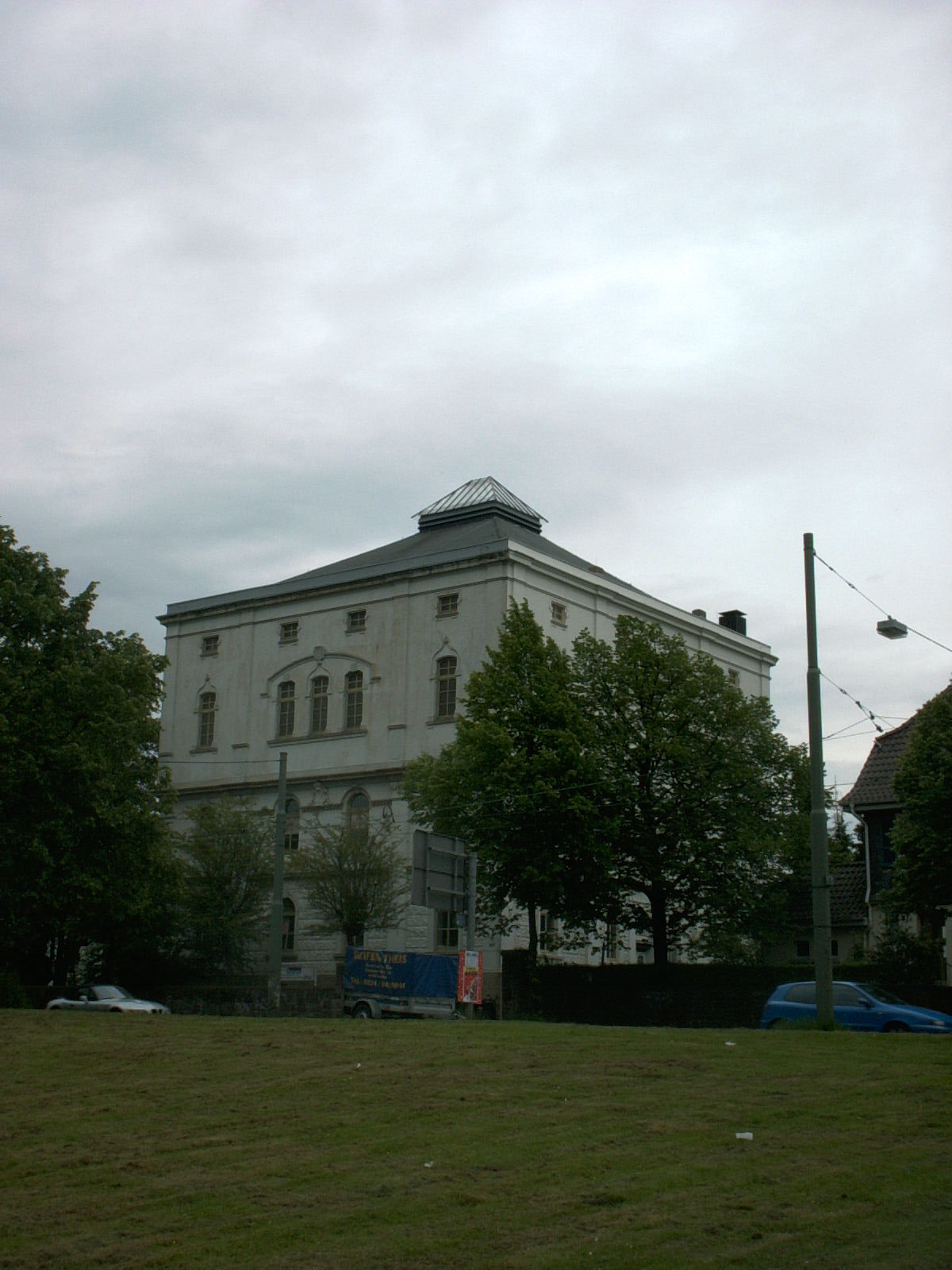
Wasserturm Bochum-Weitmar

Der Wasserturm Bochum-Weitmar ist ein stillgelegter und umgenutzter Wasser-Hochbehälter in Bochum-Weitmar, Hattinger Straße 467.

## Geschichte
Die Zeche Friedlicher Nachbar in Linden plante für ihren Betrieb ein kleines Wasserwerk, wurde dann aber Kunde der damals neu gegründeten Verbands-Wasserwerke zu Bochum. Diese errichtete 1902/1903 den Wasserhochbehälter an der Hattinger Straße in Weitmar sowie einen weiteren, fast baugleichen, inzwischen abgerissenen in Harpen. Der Weitmarer Speicher diente bis Ende der 1950er Jahre zum Mengen- und Druckausgleich im Leitungsnetz.
Die Bauweise wurde von dem Bochumer Unternehmen Heinrich Scheven entwickelt, in Deutschland gibt es von dieser Art nur wenige Beispiele. Die Fassade erinnert an eine herrschaftliche Villa des Historismus, die Etage mit den Wasserbehältern wurde mit normalen Wohnraumfenstern kaschiert. Das viergeschossige Gebäude enthielt im unteren Bereich zwei Wohn-, Werkstatt- und Bürogeschosse und darüber zwei stählerne Wasserbehälter mit jeweils 1000 Kubikmetern Fassungsvermögen.
Mitte der 1970er Jahre übernahm die Stadt Bochum das Bauwerk und sanierte es ab 1983. Seit dem 17. April 1989 steht es aufgrund seines besonderen baugeschichtlichen Werts unter Denkmalschutz. März 2014 erfolgte die Aufnahme in die Route der Industriekultur, zunächst in die Themenroute Bochum und später auch in die  Themenroute Wasser. Zum Tag des offenen Denkmals kann auch der Abschnitt mit den Wasserbehältern besichtigt werden.
Das Gebäude ist Sitz des Deutschen Forums für Figurentheater und Puppenspielkunst.